# 釜山発
「釜山発」（プサンはつ・부산발）は、2011年5月25日に発売された前田有紀の11枚目のシングル。

## 解説
前田は2012年6月の結婚を以って無期限の芸能活動休止となったため、本作が現時点で前田にとって最新にして最後のシングルである。

## 収録曲
1. 釜山発（4分1秒）
作詞：もりちよこ／作曲：ユ・ヘジュン／編曲：ユ・ヘジュン、キム・ジェゴン
2. サランヘ〜愛してる〜（4分17秒）
作詞：もりちよこ／作曲・編曲：ユ・ヘジュン
※デュエット：チュ・ガヨル
3. 釜山発（韓国語バージョン）
4. 釜山発（オリジナル・カラオケ）
5. サランヘ〜愛してる〜（オリジナル・カラオケ)